# Plöckenpas
De Plöckenpas (de.: Plöckenpass, it.: Passo di Monte Croce Carnico) is een 1357 meter hoge bergpas in het Oostenrijkse Karinthië op de weg van Kötschach-Mauthen naar het Italiaanse Timau in Friuli. Van daaruit loopt de weg verder naar Tolmezzo en Udine.
In de buurt ligt de Hohe Warte, de hoogste berg in de Karnische Alpen die deel uitmaakt van de Zuidelijke Kalkalpen.
In de Eerste Wereldoorlog was de Plöckenpas deel van het Oostenrijks-Italiaanse front. Resten van de toenmalige verdedigingswerken en bunkers kunnen vandaag de dag nog bezichtigd worden.
Agnello · Aprica · Assietta · Baremone · Brenner · Brocon · Cadibona · Capannelle · Campolongo · Costalunga · Croce Dominii · Cuvignone · Duran · Esischie · Falzarego · Fauniera · Fedaia · Finestre · Forcola di Livigno · Foscagno · Gardena · Gavia · Giau · Giogo di Bala · Grote Sint-Bernhard · Jaufen · Joux · Kleine Sint-Bernhard · Lavaze · Leonessa · Lombarda · Maddalena · Manghen · Maniva · Mendel · Montgenèvre · Mont-Cenis · Monte Cristo · Mortirolo · Nigra · Nivolet · Penser Joch · Platigliolepas · Pfitscherjoch · Plöcken · Pordoi · Pratoriscio · Predil · Presolana · Reschen · Rolle · Sampeyre · San Carlo · San Marco · San Pellegrino · San Zeno · Scale · Sella · Sestriere · Sommeiller · Splügen · Staller Sattel · Staulanza · Stelvio · Tenda · Timmelsjoch · Tonale · Tre Croci · Tremalzo · Umbrail · Val Bighera · Valcavera · Valles · Valparola · Via del Sale · Vivione · Würz
Arlberg · Bielerhöhe · Brenner · Fern · Flexen · Gerlos · Großglockner · Hahntennjoch · Katschberg · Kühtai · Pfitscherjoch · Plöcken · Radstädter Tauern · Reschen · Seefeld · Sölk · Staller Sattel · Timmelsjoch · Triebener Tauern · Turracherhöhe · Zeinis